# Vicolo di San Celso
Vicolo di San Celso är en gränd i Rione Ponte i Rom. Gränden förbinder Via di Panico med Vicolo della Campanella. 

## Beskrivning
Vicolo di San Celso är uppkallad efter den närbelägna kyrkan Santi Celso e Giuliano, vilken har anor från 400-talet. Den nuvarande kyrkan ritades av Carlo de Dominicis på 1700-talet. 
Vid själva gränden är Oratorio di San Celso beläget; det uppfördes år 1561 av Confraternita del Santissimo Sacramento, ett brödraskap med uppgift att bland annat gå med Eukaristin till de sjuka. Oratoriet övergavs år 1993 och dekonsekrerades därefter.
Vid Vicolo di San Celso finns därutöver en madonnella, det vill säga en Madonnabild, från år 1867.

## Omgivningar
Kyrkobyggnader och kapell
- Oratorio di San Celso
- Santi Celso e Giuliano
- San Giovanni dei Fiorentini

Gator, gränder och piazzor
- Piazza di Ponte Sant'Angelo
- Via di Panico
- Via dei Coronari
- Vicolo del Curato
- Via dell'Arco dei Banchi
- Arco dei Banchi
- Vicolo della Campanella
- Via dell'Arco della Fontanella
- Via dei Banchi Nuovi
- Largo Ottavio Tassoni
- Corso Vittorio Emanuele II
- Via Acciaioli
- Vicolo dell'Oro
- Piazza dell'Oro
- Via Paola
- Via del Consolato

## Bilder
| - Santi Celso e Giuliano. - Oratorio di San Celso. - San Giovanni dei Fiorentini. - Palazzo del Banco di Santo Spirito. |